# Christo Jovov
Christo Georgiev Jovov (Bulgaars: Христо Георгиев Йовов) (Svoge, 4 november 1977) is een Bulgaars voormalig  voetballer die voornamelijk als aanvaller speelde. In het seizoen 2000-2001 werd hij samen met Georgi Ivanov topscorer van de Bulgaarse competitie met negentien doelpunten.

## Interlandcarrière
Yovov speelde in de periode 1998-2007 29 wedstrijden voor de nationale ploeg van Bulgarije. Hij scoorde vijf keer voor zijn vaderland.